# Sistema de Candolle

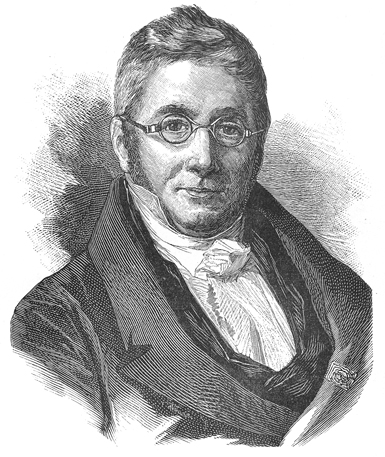
Augustin Pyrame de Candolle.

O Sistema de Candolle é um dos primeiros sistemas de classificação botânica. Foi publicado originalmente por Augustin Pyrame de Candolle (1778-1841) e outros em:
A. P. de Candolle (1819). Théorie élémentaire de la botanique, ou exposition des principes de la classification naturelle et de l’art de décrire et d’etudier les végétaux 2ª ed. [S.l.: s.n.]
e seguido pela extensa obra  Prodromus:
A. P. de Candolle;  et al. (1824–1873). Prodromus systemati naturalis regni vegetabilis sive enumeratio contracta ordinum, generum specierumque plantarum huc usque cognitarum, juxta methodi naturalis normas digesta. [S.l.: s.n.]

## Classificação
Na obra Prodromus, o Sistema de Candolle arranjou e indicou as família botânicas como ordens, lembrando que o sistema foi publicado antes da existência de regras internacionais aceitadas para a nomenclatura botânica
A classificação divide as plantas vasculares em vários grupos:

### I. Vasculares
Plantas vasculares com cotilédones (Cotyledoneae).

#### Dicotyledoneae
- Classe 1. Exogenae

Apresentam feixes vasculares em anel: Dicotyledoneae
- A. Diplochlamydeae: As flores apresentam cálice e corola.
- : Subclasse 1. Thalamiflorae: Flores polipétalas, hipóginas.

| Ordem 1. Ranunculaceae Ordem 2. Dilleniaceae Ordem 3. Magnoliaceae Ordem 4. Anonaceae Ordem 5. Menispermaceae Ordem 6. Berberideae Ordem 7. Podophyllaceae Ordem 8. Nymphaeaceae Ordem 9. Papaveraceae Ordem 10. Fumariaceae Ordem 11. Cruciferae Ordem 12. Capparideae Ordem 13. Flacourtianeae Ordem 14. Bixineae Ordem 15. Cistineae Ordem 16. Violarieae Ordem 17. Droseraceae Ordem 18. Polygaleae | Ordem 19. Tremandreae Ordem 20. Pittosporeae Ordem 21. Frankeniaceae Ordem 22. Caryophylleae Ordem 23. Lineae Ordem 24. Malvaceae Ordem 25. Bombaceae Ordem 26. Byttneriaceae Ordem 27. Tiliaceae Ordem 28. Elaeocarpeae Ordem 29. Chlenaceae Ordem 30. Ternstroemiaceae Ordem 31. Camellieae Ordem 32. Olacineae Ordem 33. Aurantiaceae Ordem 34. Hypericineae Ordem 35. Guttiferae Ordem 36. Marcgraviaceae | Ordem 37. Hippocrateaceae Ordem 38. Erythroxyleae Ordem 39. Malpighiaceae Ordem 40. Acerineae Ordem 41. Hippocastaneae Ordem 42. Rhizoboleae Ordem 43. Sapindaceae Ordem 44. Meliaceae Ordem 45. Ampelideae Ordem 46. Geraniaceae Ordem 47. Tropaeoleae Ordem 48. Balsamineae Ordem 49. Oxalideae Ordem 50. Zygophylleae Ordem 51. Rutaceae Ordem 52. Simarubeae Ordem 53. Ochnaceae Ordem 54. Coriarieae |

Subclasse 2. Calyciflorae
| Ordem 55. Celastrineae Ordem 56. Rhamneae Ordem 57. Bruniaceae Ordem 58. Samydeae Ordem 59. Homalineae Ordem 60. Chailletiaceae Ordem 61. Aquilarineae Ordem 62. Terebinthaceae Ordem 63. Leguminosae Ordem 64. Rosaceae Ordem 65. Calycantheae Ordem 66. Granateae Ordem 67. Memecyleae Ordem 68. Combretaceae Ordem 69. Vochysieae Ordem 70. Rhizophoreae Ordem 71. Onagrarieae Ordem 72. Halorageae Ordem 73. Ceratophylleae Ordem 74. Lythrarieae Ordem 75. Tamariscineae Ordem 76. Melastomaceae? | Ordem 77. Alangieae Ordem 78. Philadelpheae Ordem 79. Myrtaceae Ordem 80. Cucurbitaceae Ordem 81. Passifloreae Ordem 82. Loaseae Ordem 83. Turneraceae Ordem 84. Fouquieraceae Ordem 85. Portulaceae Ordem 86. Paronychieae Ordem 87. Crassulaceae Ordem 88. Ficoideae Ordem 89. Cacteae Ordem 90. Grossularieae Ordem 91. Saxifragaceae Ordem 92. Umbelliferae Ordem 93. Araliaceae Ordem 94. Hamamelideae Ordem 95. Corneae Ordem 96. Loranthaceae Ordem 97. Caprifoliaceae Ordem 98. Rubiaceae | Ordem 99. Valerianeae Ordem 100. Dipsaceae Ordem 101. Calycereae Ordem 102. Compositae Ordem 103. Stylidieae Ordem 104. Lobeliaceae Ordem 105. Campanulaceae Ordem 106. Cyphiaceae Ordem 107. Goodenovieae Ordem 108. Roussaeaceae Ordem 109. Gesneriaceae Ordem 110. Sphenocleaceae Ordem 111. Columelliaceae Ordem 112. Napoleoneae Ordem 113. Vaccinieae Ordem 114. Ericaceae Ordem 115. Epacrideae Ordem 116. Pyrolaceae Ordem 117. Francoaceae Ordem 118. Monotropeae |

- : Subclasse 3. Corolliflorae

Ordem 119. Lentibularieae
Ordem 120. Primulaceae
Ordem 121. Myrsineaceae
Ordem 122. Aegiceraceae
Ordem 123. Theophrastaceae
Ordem 124. Sapotaceae
Ordem 125. Ebenaceae
Ordem 126. Styracaceae
Ordem 127. Oleaceae
Ordem 128. Jasmineae
Ordem 129. Apocynaceae
Ordem 130. Asclepiadeae
Ordem 131. Loganiaceae
Ordem 132. Gentianaceae
Ordem 133. Bignoniaceae
Ordem 134. Sesameae
Ordem 135. Cyrtandraceae
Ordem 136. Hydrophyllaceae
Ordem 137. Polemoniaceae
Ordem 137. [bis]Convolvulaceae
Ordem 138. Erycibeae
Ordem 139. Borragineae
- ::Ordem 140. Hydroleaceae
- ::Ordem 142. Scrophulariaceae
- ::Ordem 142(1)[sic]. Solanaceae
- ::Ordem 144. Orobranchaceae
- ::Ordem 145. Acanthaceae
- ::Ordem 146. Phrymaceae
- ::Ordem 147. Verbenaceae
- ::Ordem 148. Myoporaceae
- ::Ordem 149. Selagina
- ::Ordem 150. Labiatae
- ::Ordem 151. Stilbaceae
- ::Ordem 152. Globulariaceae
- ::Ordem 153. Brunoniaceae
- ::Ordem 154. Plumbagineae
- ::Ordem 155(?). Plantaginaceae
- : Subclasse 4. Monochlamydeae
- ::Ordem 156. Phytolaccaceae
- ::Ordem 157. Salsolaceae
- ::Ordem 158. Basellaceae
- ::Ordem 159. Amarantaceae [sic]
- ::Ordem 160. Nyctaginaceae
- ::Ordem 161. Polygonaceae
- ::Ordem 162. Lauraceae
- ::Ordem 163. Myristicaceae
- ::Ordem 164. Proteaceae
- ::Ordem 165. Penaeceae
- ::Ordem 166. Geissolomaceae
- ::Ordem 167. Thymelaeaceae
- ::Ordem 168. Elaeagnaceae
- ::Ordem 169. Grubbiaceae
- ::Ordem 170. Santalaceae
- ::Ordem 171. Hernandiaceae
- ::Ordem 172. Begoniaceae
- ::Ordem 173. Datiscaceae
- ::Ordem 174. Papayaceae
- ::Ordem 175. Aristolochiaceae
- ::Ordem 175bis. Nepenthaceae
- ::Ordem 176. Stackhousiaceae

[sic]
- ::Ordem 178. Euphorbiaceae
- ::Ordem 179. Daphniphyllaceae
- ::Ordem 180. Buxaceae
- ::Ordem 180bis. batidaceae
- ::Ordem 181. Empetraceae
- ::Ordem 182. Cannabineae
- ::Ordem 183. Ulmaceae
- ::Ordem 183bis. Moraceae
- ::Ordem 184. Artocarpeae
- ::Ordem 185. Urticaceae
- ::Ordem 186. Piperaceae

[sic]
- ::Ordem 188. Chloranthaceae]]
- ::Ordem 189. Garryaceae]]
- ::Ordem 190. Cupuliferae]]
- ::Ordem 191. Corylaceae]]
- ::Ordem 192. Juglandeae]]
- ::Ordem 193. Myricaceae
- ::Ordem 194. Platanaceae
- ::Ordem 195. Betulaceae
- ::Ordem 196. Salicineae
- ::Ordem 197. Casuarineae

### Monocotyledoneae
- Classe II. Monocotyledoneae